# スマートコンタクトレンズ
スマートコンタクトレンズとは、コンタクトレンズ型のウェアラブルデバイス。

## 概要
スマートコンタクトレンズというウェアラブルデバイスは表示用デバイスとセンシングデバイスの2系統ある。
表示用のスマートコンタクトレンズの場合にはコンタクトレンズとして装着して様々な情報を表示する。Mojo VisionがMojo Lensを開発中。拡張現実の表示デバイスや視覚障害者向けの輪郭強調などを目的に開発が進められる。
一方、センシングデバイスとしては涙腺から分泌される涙に含まれるブドウ糖から血糖値を計測する試みがあり、Google コンタクトレンズが試作されたものの、血糖値とは相関性がないことが判明したため、開発は2018年に中止された。

## 資料
- 荒川貴博, 當麻浩司, 三林浩二. "生体化学情報モニタリングを目指した着脱可能なキャビタス (体腔) センサ~ ソフトコンタクトレンズ型バイオセンサとマウスガード型バイオセンサ~." 人工臓器 45.3 (2016): 200-203.
- 新津葵一. "AI と IoT が切り拓く未来のヘルスケア・医療に資する半導体集積回路システム: 世界初のグルコース発電素子と融合した単独自立動作可能な持続血糖モニタリング機能付きスマートコンタクトレンズの研究開発を通じて." 金属 89.6 (2019): 513-520.
- 小橋英長. "スマートコンタクトレンズ (特集 IoMT の UP-TO-DATE)." Journal of internet of medical things: IoMT 学会誌 2.1 (2019): 16-18.